# Nanoindentation

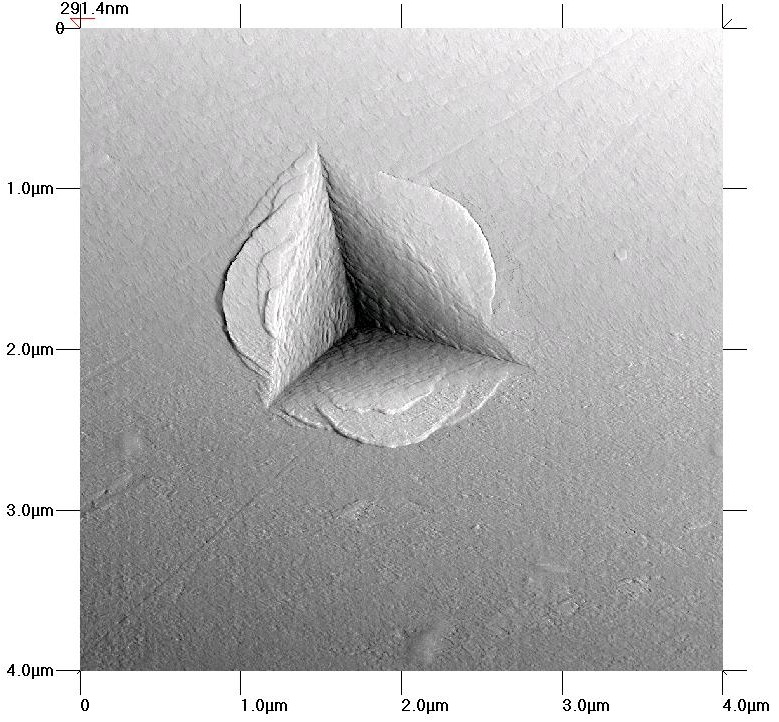
Photo au microscope à force atomique d'une indentation par poinçon Berkovitch sur une céramique Zr-Cu-Al : l'écoulement plastique autour de l'indenteur est bien net.

La nanoindentation (encore appelée indentation instrumentée) est une technique de caractérisation mécanique des matériaux. Cette technique suscite un intérêt considérable dans le domaine des films minces et des micro-objets,

## Principe
Cette technique de caractérisation est dite instrumentée dès lors que la force appliquée au contact et la profondeur de pénétration qu’elle engendre sont mesurées continûment.
L'essai d'indentation consiste à faire pénétrer une pointe, encore appelée indenteur ou pénétrateur, de géométrie et propriétés mécaniques connues, dans un matériau (si possible plan) pour en déduire ses propriétés mécaniques. La technique de nanoindentation inventée au cours des années 1970 permet de pallier cette limitation en appliquant des charges de l’ordre de dizaine de micronewtons (μN) pour des profondeurs comprises entre quelques dizaines de nanomètres (nm) et quelques micromètres (μm). La nanoindentation offre une large gamme d’applications pour la caractérisation mécanique des matériaux : dureté, module de Young, fluage, adhérence, etc. La dureté et le module de Young sont les propriétés les plus étudiées.
Les indenteurs sont les plus souvent en diamant ou en saphir.
Il existe de nombreuses géométries d'indenteurs :
- indenteur Berkovich ;
- indenteur sphérique ;
- indenteur conique ;
- indenteur Vickers ;
- indenteur coin-cube ;
- poinçon plat.

Courbe de nanoindentation typique.

Le nanoindenteur suit continuellement l’évolution de l’enfoncement de la pointe avec la charge d’indentation au cours des phases de charge et de décharge afin d’observer la réponse plastique et élastique du matériau. Le résultat est une courbe charge-profondeur présentant le cycle charge-décharge appliqué 
La courbe d’indentation présente deux parties distinctes. La première partie de charge correspond à l’enfoncement de la pointe d’indentation jusqu’à la pénétration maximale hmax, représentant à la fois les contributions élastique et plastique et ne peut donc pas être exploitée directement pour le calcul de la dureté. La deuxième partie de décharge représente le retrait de la pointe d’indentation en laissant une empreinte résiduelle de profondeur hf. La courbe de décharge représente la restitution élastique du matériau dont la pente initiale (au début de la décharge) présente la raideur de contact dP/dh = S.
Oliver et Pharr ont établi un modèle analytique pour la mesure de dureté par l’indentation instrumentée. Ils définissent donc la dureté par l’équation suivante :
{\displaystyle H_{IT}={\frac {P_{\text{max}}}{A_{\text{PML}}}}.}
où {\displaystyle P_{max}} est la force maximale appliquée et {\displaystyle A_{PML}} est l’aire de contact projetée.

## Essai de rayage
L’essai de rayage est généralement utilisé afin de caractériser l’adhérence de films minces de passivation ou de protection (e.g. TiN, TiC, Al2O3 ou les matériaux carbonés amorphes…), plutôt rigides et durs, déposés sur des substrats métalliques élastoplastique.

## Couplage de l'essai mécanique avec une mesure électrique
Il est possible de coupler de différentes manières une mesure électrique à une mesure mécanique dans un nanoindenteur  :
- utilisation d'une pointe conductrice[6],[7],[8];
- utilisation de l'indenteur comme micro-actionneur[9];
- remplacement de l'indenteur par une puce métallique[10],[11].